# Rio Bega Poieni
O Rio Bega Poieni é um rio da Romênia afluente do Rio Bega, localizado no distrito de Timiş.